# Луиза Мекленбург-Шверинская
Луиза Мекленбург-Шверинская ((нем. Luise von Mecklenburg-Schwerin) при рождении Луиза Мария Елена Мекленбург-Шверинская (нем. Luise Marie Helene von Mecklenburg-Schwerin), 17 мая 1824, Людвигслюст, Мекленбург-Шверин — 9 марта 1859, Венеция) — принцесса Мекленбург-Шверинская, дочь великого герцога Пауля Фридриха и Александрины Прусской, супруга князя Гуго цу Виндиш-Грец.

## Биография
Луиза родилась 17 мая 1824 года в Людвигслусте. Она была вторым ребёнком и единственной дочерью в семье кронпринца Мекленбург-Шверинского Пауля Фридриха и его жены Александрины Прусской. Девочка имела старшего брата Фридриха Франца, через три года появился младший — Вильгельм. Жила семья в Людвигслусте, тогдашней столице Мекленбург-Шверина. Отец был человеком военным и большую часть времени проводил на манёврах. О воспитании детей заботилась мать, пытаясь воспитать их культурными, образованными людьми.
Правителем страны в то время был прадед Луизы, Фридрих Франц I. В 1837 году он умер, и трон унаследовал Пауль Фридрих. Семья переехала в Шверин, восстановивший статус главного города, и поселилась в Старом замке. Через пять лет отец умер, простудившись при пожаре, и великим герцогом стал старший брат Луизы, Фридрих Франц.
В возрасте 25 лет принцесса вышла замуж за 26-летнего князя Гуго цу Виндиш-Грец. Свадьба состоялась 20 октября 1849 года в Людвигслусте. Через две недели там же Фридрих Франц соединил свою судьбу с Августой Рейсс-Кестрицской.
У супругов родилось четверо детей:

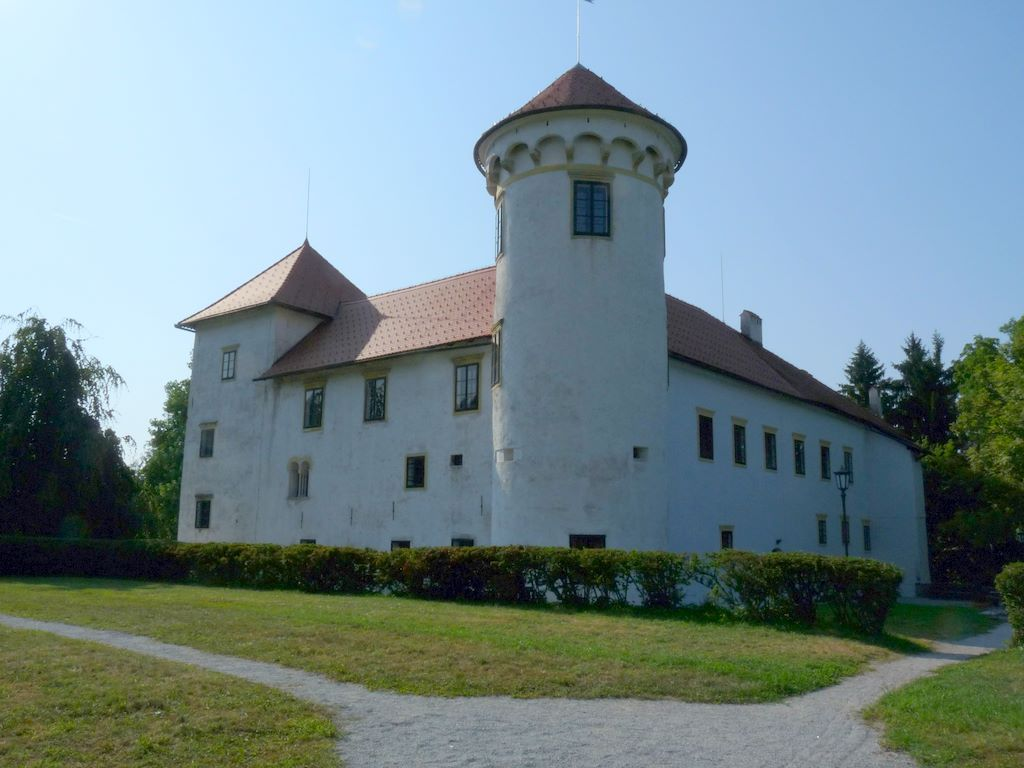
Замок Вагенсберг.

- Александрина Мария (1850—1933) — умерла незамужней, детей не имела;
- Ольга Мария Фредерика (1853—1934) — супруга венецианского аристократа, графа Андреа Мочениго, имели единственную дочь;
- Гуго Верианд Альфред Александр Вильгельм (1854—1920) — был женат на Кристине Аурспербергской, имел двенадцать детей;
- Мария Габриэла Эрнстина Александра (1856—1929) — супруга Пауля Фридриха Мекленбург-Шверинского, имела трех сыновей и двух дочерей.

Луиза умерла после кратковременной болезни в Венеции 9 марта 1859 года, через три года после рождения младшей дочери. 21 марта, после службы, проведенной люблянским настоятелем Людвигом Теодором Эрце, княгиня была похоронена в замке Вагенсберг, принадлежавший семье Виндиш-Грец.
Супруг вступил во второй брак с Матильдой Радзивилл, умер 26 ноября 1904 года.